# 蘇格蘭文物局
蘇格蘭文物局（英語：Historic Scotland）是蘇格蘭政府下的一個執行機構，負責蘇格蘭的歷史遺產保護工作，蘇格蘭境內大約有360座歷史遺產受其管理、保護。
該機構在1991年創立，按照2014年3月3日蘇格蘭議會的一項議案，該機構的職能在2015年10月1日移交給非政府部門公共機構蘇格蘭歷史環境局（Historic Environment Scotland），後者也執行苏格兰皇家历史古迹委员会（Royal Commission on the Ancient and Historical Monuments of Scotland）的職能。